# Creazione di Adamo
La Creazione di Adamo è un affresco (280x570 cm) di Michelangelo Buonarroti, databile al 1511 circa e facente parte della decorazione della volta della Cappella Sistina, nei Musei Vaticani a Roma, commissionata da Papa Giulio II. Si tratta dell'episodio più celebre e conosciuto della Sistina e una delle icone più note e celebrate dell’arte universale, oggetto di innumerevoli citazioni, omaggi e parodie.

## Storia
Nel dipingere la volta, Michelangelo procedette dalle campate vicino alla porta d'ingresso, quella usata durante i solenni ingressi in cappella del pontefice e del suo seguito, fino alla campata sopra l'altare. A metà del lavoro, nel 1510, il ponteggio venne smontato nella prima metà della cappella e ricostruito, entro l'autunno del 1511, nell'altra metà. La Creazione di Adamo (Genesi 1,26-27) fa quindi parte della prima fase del secondo blocco. In queste scene si nota come le figure inoltre divennero più grandi e monumentali, con un apparato compositivo più sintetico, la gestualità più essenziale e perentoria.
Per l'affresco furono necessarie sedici "giornate", a partire dal gruppo dell'Eterno e degli angeli, per i quali il disegno del cartone venne trasferito con lo spolvero, tranne la tunica, oggetto di incisioni dirette. Adamo, la cui figura venne studiata con cura, venne invece riportato sull'intonaco con la sola incisione diretta.
La scena ricevette unanimi apprezzamenti fin dall'epoca della scopritura. I contemporanei dell'artista, in particolare, vi leggevano la materializzazione di uno dei più alti ideali della cultura rinascimentale, quello della dignità umana, specchio "a immagine e somiglianza" di Dio. La bellezza del corpo umano era vista come una diretta emanazione delle facoltà spirituali e come il punto più alto della creazione divina.

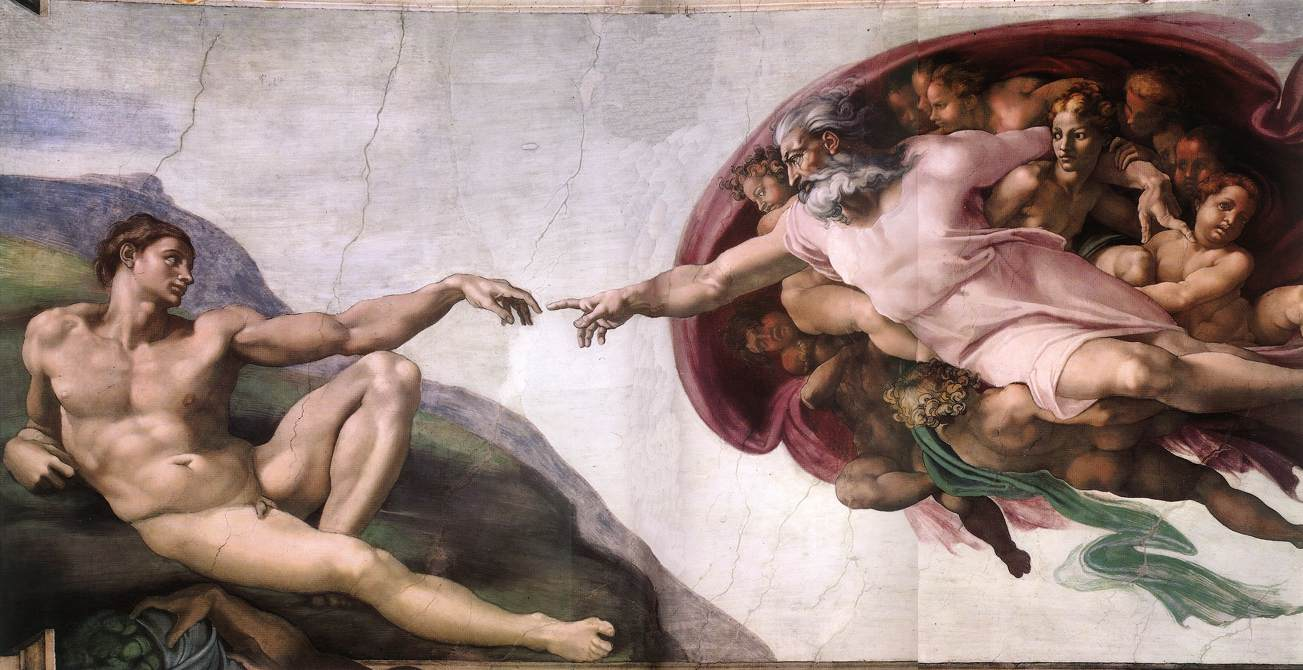

Giorgio Vasari scrisse: «[Nella] Creazione di Adamo, [Michelangelo] ha figurato Dio portato da un gruppo di Angioli ignudi e di tenera età, i quali par che sostenghino non solo una figura, ma tutto il peso del mondo, apparente tale mediante la venerabilissima maiestà di quello [Dio] e la maniera del moto, nel quale con un braccio cigne alcuni putti, quasi che egli si sostenga, e con l'altro porge la mano destra a uno Adamo, figurato di bellezza, di attitudine e di dintorni di qualità che e' par fatto di nuovo dal sommo e primo suo creatore più tosto che dal pennello e disegno d'uno uomo tale».
Completato l'affresco, i cardinali responsabili della cura delle opere rimasero per ore a guardare e ammirare. Dopo l'analisi, chiesero a Michelangelo di rifare parte dell'opera. Lo scontento era per un dettaglio, apparentemente non importante. Michelangelo aveva disegnato il pannello della creazione dell'uomo con le dita di Dio e di Adamo che si toccavano. I cardinali chiesero che non vi fosse alcun tocco, ma che le dita di entrambi fossero tenute separate e di più: che il dito di Dio fosse sempre teso al massimo, ma che il dito di Adamo, facesse contrarre l'ultima falange. Un dettaglio che significava che Dio è lì, ma la decisione di cercarLo dipende dall'uomo. Se vuole, allungherà il dito, lo toccherà, ma non volendo, può passare una vita senza cercarLo. L'ultima falange del dito di Adamo contratto rappresenta quindi il libero arbitrio.

## Descrizione e stile

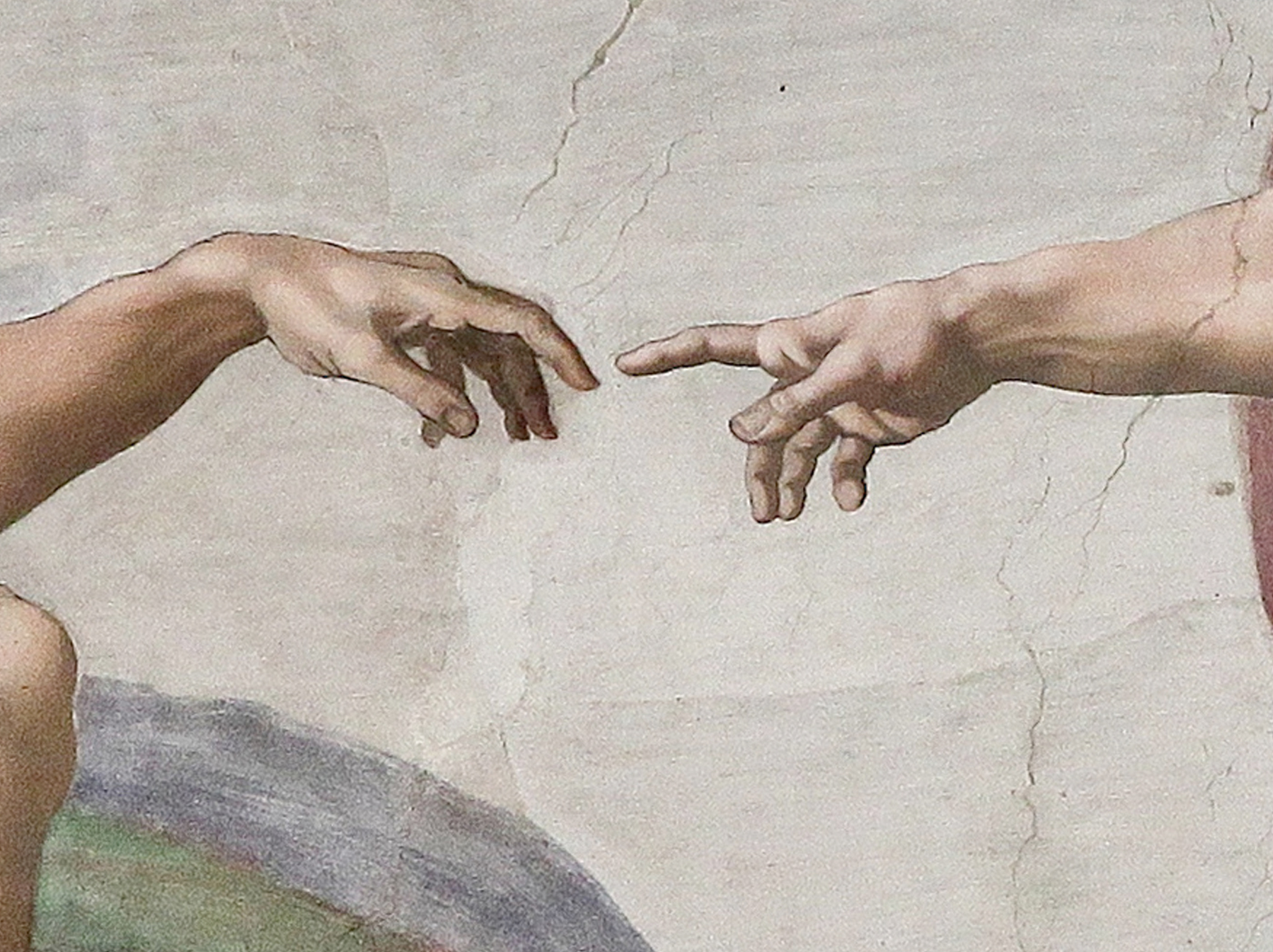
Dettaglio

Su uno sfondo naturale spoglio e poco caratterizzato simboleggiante l'alba del mondo, sta semidistesa la figura giovane e atletica di Adamo, che da un pendio erboso, quasi sul ciglio di un abisso, fa per sollevarsi da terra, tendendo un braccio verso l'Eterno, che si avvicina in volo entro un nimbo angelico. Dio, con la veste purpurea, è circondato, secondo la tradizione iconografica, da un gruppo d'angeli, ma al posto degli stereotipati serafini e cherubini (sebbene vengano rappresentati in modo diverso dalla Bibbia, infatti i Serafini hanno 6 ali e invece i Cherubini hanno sembianze animalesche), Michelangelo rappresentò delle figure reali, impegnate in uno sforzo come per sollevare il nimbo e composte in varie attitudini e atteggiamenti, con un trattamento differenziato in termini di illuminazione e nitidezza che amplifica, per contrasto, quelle in primo piano.
Straordinaria è l'invenzione degli indici alzati delle braccia protese, un attimo prima di entrare in contatto, come efficacissima metafora della scintilla vitale che passa dal Creatore alla creatura forgiata, di straordinaria bellezza che riflette la perfezione e la potenza divina, ridestandola. Tale gesto fu forse ispirato dalla fiorentina Annunciazione di Cestello di Sandro Botticelli. Il momento così immortalato acquistava un valore eterno e universale, sospeso in un trepidante avvicinamento che non avviene, ma è già perfettamente intellegibile. Alcuni pensano che il contatto che non avviene tra le due dita sia voluto, per sottolineare l'irraggiungibilità della perfezione divina da parte dell'uomo.

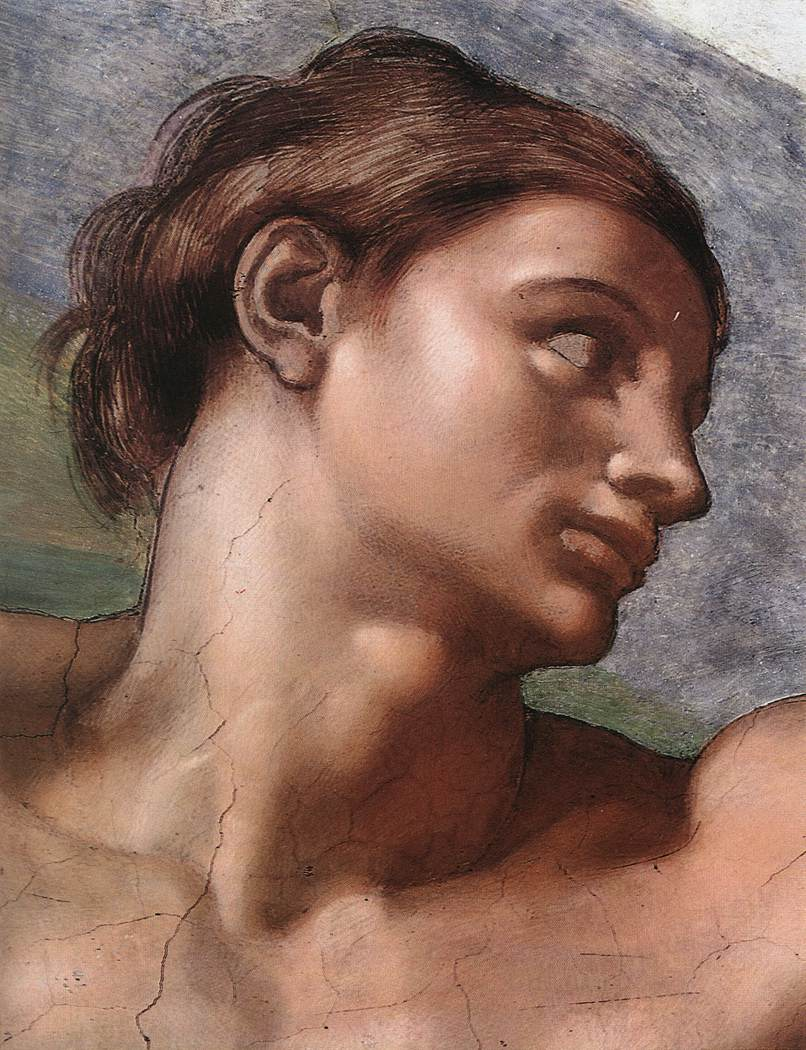
Dettaglio

Adamo, dal corpo definito con notevole perizia anatomica, poggia il braccio sul ginocchio piegato, in un perfetto effetto di risveglio: solleva lentamente il corpo e alza il dito ancora incerto verso quello assolutamente fermo di Dio. La figura del primo uomo presenta morbidi trapassi chiaroscurali, che però, tramite il ricorso a tonalità brillanti, rendono un forte risalto scultoreo. Il suo volto, di profilo e leggermente ruotato all'indietro, è quello di un adolescente, senza un'espressione definita, che si contrappone all'intenso ritratto di Dio Padre, maturo e carico d'energia, con la capigliatura grigia e una lunga barba con baffi fluttuante nell'aria. L'occhio di Adamo non è dipinto, ma è ricavato direttamente "rialzando" l'intonaco ancora fresco, così da creare un gioco di ombre. Per l'Adamo, Michelangelo si ispirò, come fece per la Creazione di Eva, alla formella scolpita da Jacopo della Quercia per la Porta Magna della Basilica di San Petronio a Bologna. La posa di Adamo venne studiata in un foglio a carboncino nero e sanguigna, oggi al British Museum di Londra.
Sotto la gamba di Adamo sporge la mano di uno degli Ignudi, i giovani che siedono agli angoli dei pannelli narrativi.

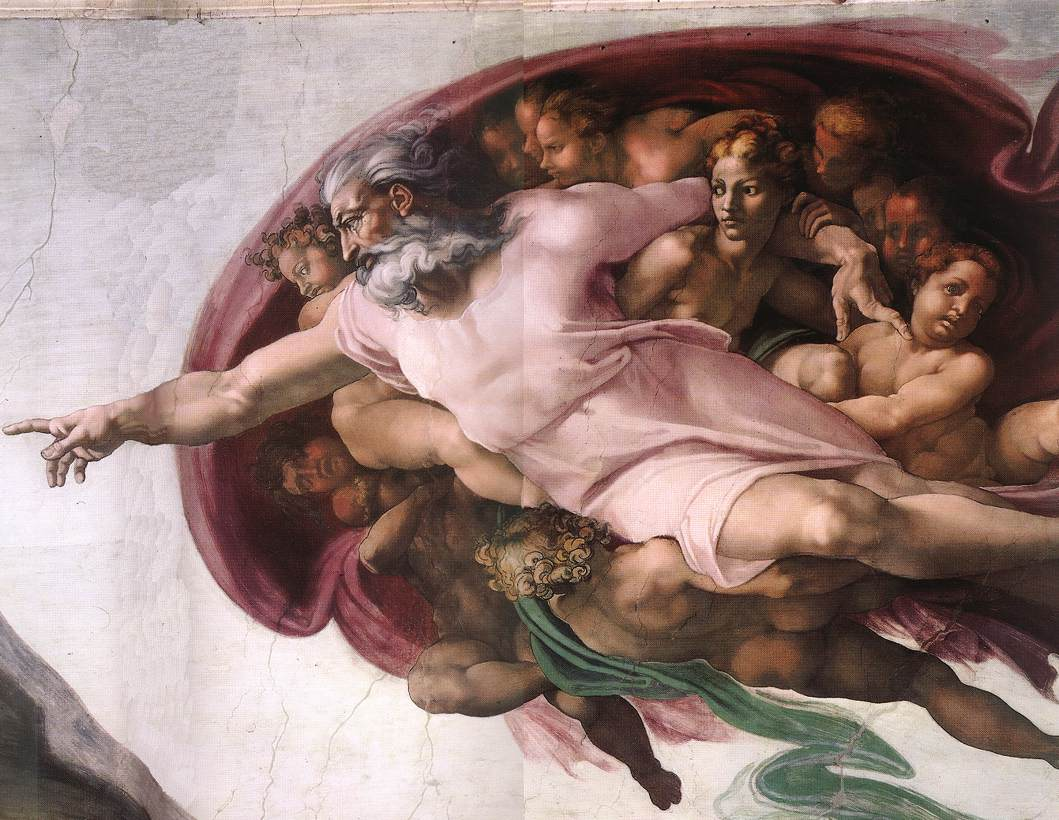
Dettaglio

Il gruppo divino è inserito in un grande manto rossastro, gonfio di vento, che abbraccia l'Eterno e gli angeli con una curva dinamica, che per alcuni studiosi ricorda la forma di un cervello umano, che sottolineerebbe il concetto di "idea" divina, per altri una conchiglia. Un gruppo di ricercatori italiani, in un lavoro recentemente pubblicato sulla rivista Mayo Clinic Proceedings, ha accostato la sagoma del "mantello" raffigurato nell'affresco con una sezione anatomica di utero post-partum, ottenendo una suggestiva sovrapposizione.
La corrispondenza dei dettagli anatomici, sorprendente per l'esattezza, non può essere ritenuta casuale, ma si spiegherebbe solo in virtù della profonda conoscenza anatomica che Michelangelo aveva acquisito attraverso una consolidata esperienza di dissezioni su cadavere praticate durante il periodo trascorso presso la Basilica di Santo Spirito a Firenze. Già Adrian Stokes nel 1955 aveva parlato di "uterine mantle" e Andrea Tranquilli aveva intuito che il mantello fosse la rappresentazione di un organo cavo di colore rosso deputato alla "creazione".
Secondo altre interpretazioni l'immagine che comprende il gruppo di Angeli con Dio al centro sarebbe una sezione anatomica dell'emisfero destro del cervello umano, tale raffigurazione anatomica potrebbe avere un significato riconducibile alle concezioni neoplatoniche concernenti l'unità dell'uomo con Dio.

## Restauro
Prima del restauro concluso nel 1994 la scena era molto scurita per effetto delle colle animali stese a più riprese per compattare la superficie e per le pesanti ridipinture che in gran parte avevano annullato l'effetto di ampio respiro che caratterizza la scena, appiattendo la gamma cromatica e i contrasti come quelli tra la sfolgorante veste del Creatore e la cavità in ombra del mantello rosso.

## Galleria d'immagini

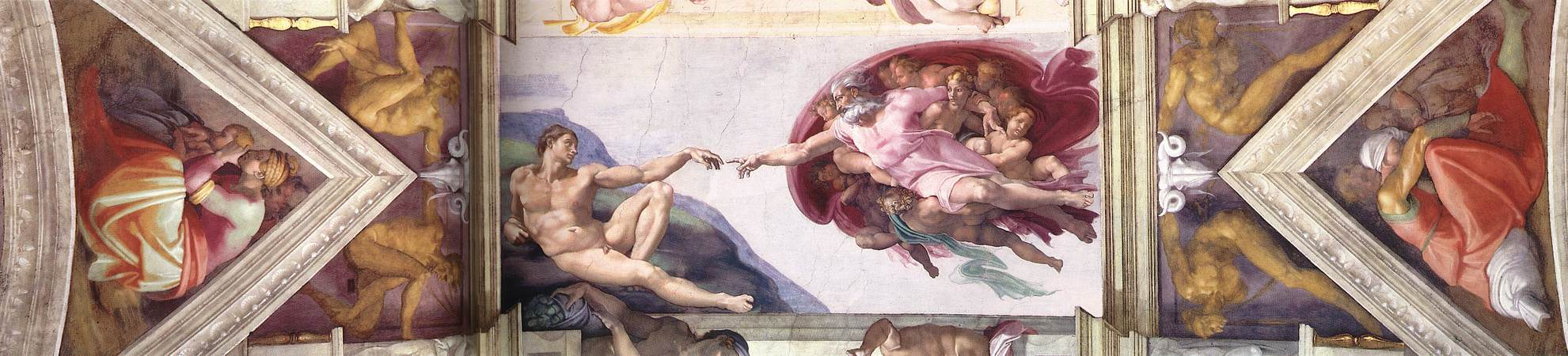
La sesta campata
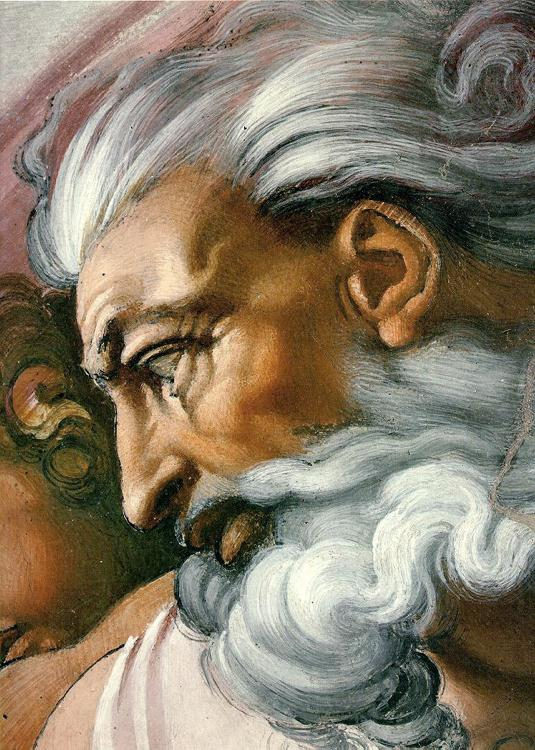
Dettaglio
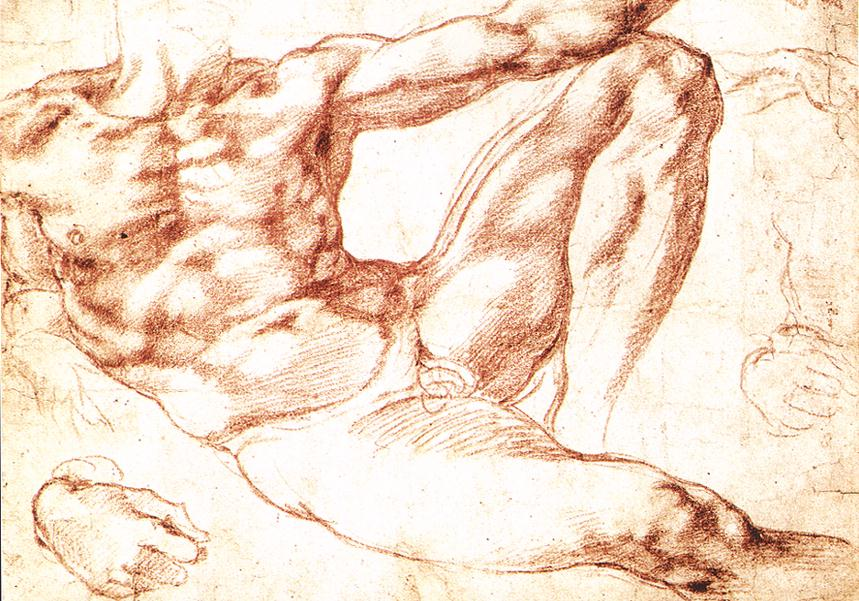
Studio per Adamo
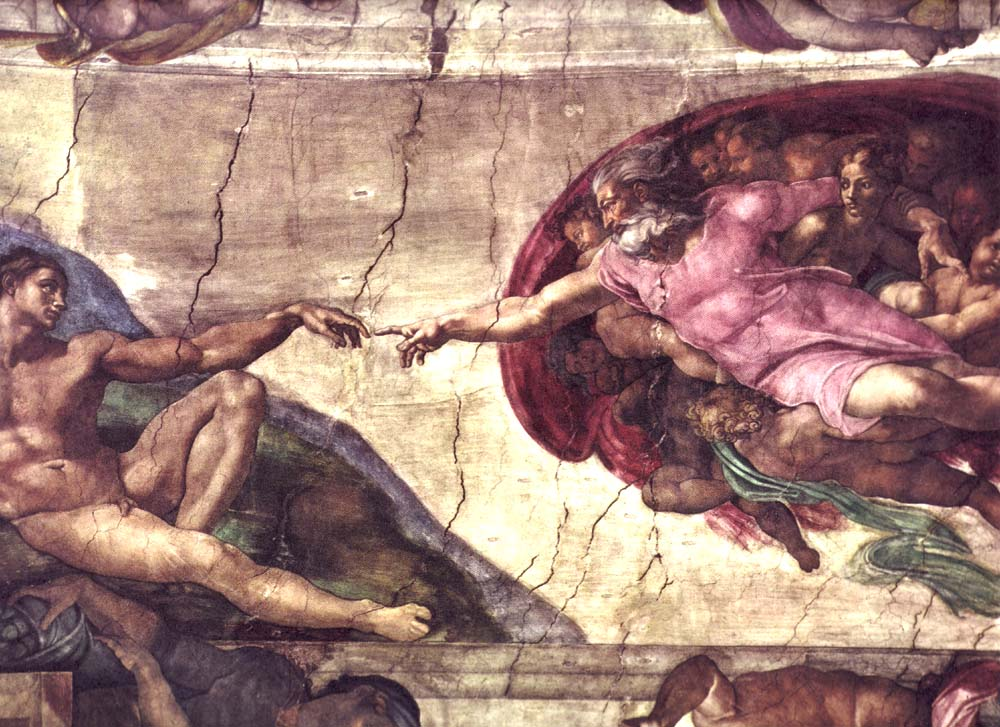
La scena prima del restauro